# Abby Denson
Compléments
https://www.abbydenson.com : site officiel
Abby Denson (née le 27 mai 1970) est une dessinatrice et scénariste de comics américaine. Elle est connue pour sa série gay Tough Love et ses guides de voyage en bande dessinée de Tokyo et du Japon.

## Débuts
Abby Denson naît dans l'Illinois le 27 mai 1970 mais grandit à West Hartford dans le Connecticut. Elle est titulaire d'un diplôme en études culturelles du Eugene Lang College  et un BFA en illustration de la Parsons School of Design. Elle vit à Brooklyn, à New York et a créée City Sweet Tooth son blog qui traite de la vie new-yorkaise sous la forme d'une bande dessinée.

## Comics
Abby Denson publie dans un premier temps Tough Love, un minicomic dont les héros sont deux jeunes gays à l'université. Elle envoie un exemplaire au magazine XY pour avoir une critique. La revue publie alors la série pendant plusieurs années. En 2006, la série est réimprimée au format d'un roman graphique par Manic D Press. Denson gagne le prix Lulu de l'année en 2007. Ell est aussi nomée pour un prix Stonewall de la American Library Association.
Denson travaille aussi pour plusieurs éditeurs grands publics. On trouve son nom sur Amazing Spider-Man Family, Josie and the Pussycats, Les Super Nanas, Sabrina The Teenage Witch et Kim Possible. Dans le même temps elle réalise aussi des séries plus confidentielles, auto-édités : Night Club, Jamie Starr Teen Drag Queen, Deadsy Cat & Kissy Kitty, Cute Boys of the 80's',.
Le roman graphique de Denson,Dolltopia, est publié en 2009 par Green Candy Press. Il reçoit le prix silver Moonbeam du livre pour enfant et un prix de bronze au quatrième International Manga Award,.
En 2014 et 2018, elle publie deux guides de voyage illustrés,,.
Elle collabore avec l'artiste Utomaru en 2001 sur le livre Kitty Sweet Tooth‘s Tasteorama édité par First Second Books.

## Musique
Denson a participé à plusieurs groupes de musique féminins : Mz. Pakman, Let's Audio, Abbymatic et, plus récemment, The Saturday Night Things. Elle a aussi travaillé avec Rodney Greenblat sur l'album Let's Audio.

## Publications

### livres
- Tough Love: High School Confidential, Manic D Press, 2006
- Dolltopia, Green Candy Press, 2009
- Cool Japan Guide: Fun in the Land of Manga, Lucky Cats and Ramen. Tuttle Publishing, 2014
- Cool Tokyo Guide: Adventures in the City of Kawaii Fashion, Train Sushi and Godzilla. Tuttle Publishing, 2018  (ISBN 978-4-8053144-1-8)